# Cova Lima
Cova Lima (in het Tetun Kovalima) is een van de gemeenten van Oost-Timor gelegen in het zuidwesten van het land. In Cova Lima telt 59.455 inwoners (2010). De hoofdstad is Suai.
Cova Lima grenst in het zuiden aan de Timorzee en in het westen aan de Indonesische provincie Oost-Nusa Tenggara.
In delen van Cova Lima wordt naast het Portugees en Tetun Terik ook het Bunaq en Kemak gesproken.